# Pterophorus aldabrensis
Pterophorus aldabrensis is een vlinder uit de familie vedermotten (Pterophoridae). De wetenschappelijke naam van de soort is voor het eerst geldig gepubliceerd in 1910 door Fletcher.